# Matías Pavoni Escabuso
Matías Nicolás Pavoni Escabuso (Buenos Aires, 25 de setembre de 1980) és un exfutbolista argentí, que ocupava la posició de migcampista.
Va jugar al Newell's Old Boys i al Central Córdoba al seu país. L'any 2002 marxa a la competició espanyola per jugar amb el Cadis CF. Al quadre andalús va esdevindre un dels components més importants durant la dècada del 2000, jugant a Primera, Segona i Segona Divisió B. L'estiu del 2008 recala a l'Asteras Tripolis de Grècia, on només juga una temporada abans de retirar-se.